# Campeonato Mundial de Rugby M19 División C
El Campeonato Mundial M19 División C fue una competición de rugby para selecciones nacionales.
Fue la tercera categoría del Campeonato Mundial de Rugby M19.
Se disputó desde el año 1991 hasta el 1999.
Fue organizada por la International Rugby Board.

## Campeonatos

### IRB U19 Rugby World Cup - Division C
| Edición | Año  | Campeón   | 2º puesto       |
| ------- | ---- | --------- | --------------- |
| I       | 1991 | Uruguay   | Namibia         |
| II      | 1995 | Georgia   | Yugoslavia      |
| III     | 1996 | Bélgica   | Croacia         |
| IV      | 1997 | Georgia   | Países Bajos    |
| V       | 1998 | Ucrania   | Taiwán          |
| VI      | 1999 | Marruecos | Costa de Marfil |

## Posiciones
- Número de veces que las selecciones ocuparon las dos primeras posiciones en todas las ediciones.

| Equipo          | Campeón | Subcampeón |
| --------------- | ------- | ---------- |
| Georgia         | 2       |            |
| Bélgica         | 1       |            |
| Marruecos       | 1       |            |
| Ucrania         | 1       |            |
| Uruguay         | 1       |            |
| Costa de Marfil |         | 1          |
| Croacia         |         | 1          |
| Namibia         |         | 1          |
| Yugoslavia      |         | 1          |
| Países Bajos    |         | 1          |
| Taiwán          |         | 1          |